# Arundanus latidens
Arundanus latidens är en insektsart som beskrevs av Delong 1935. Arundanus latidens ingår i släktet Arundanus och familjen dvärgstritar. Inga underarter finns listade i Catalogue of Life.